# Nordkorea–USA-toppmötet 2018

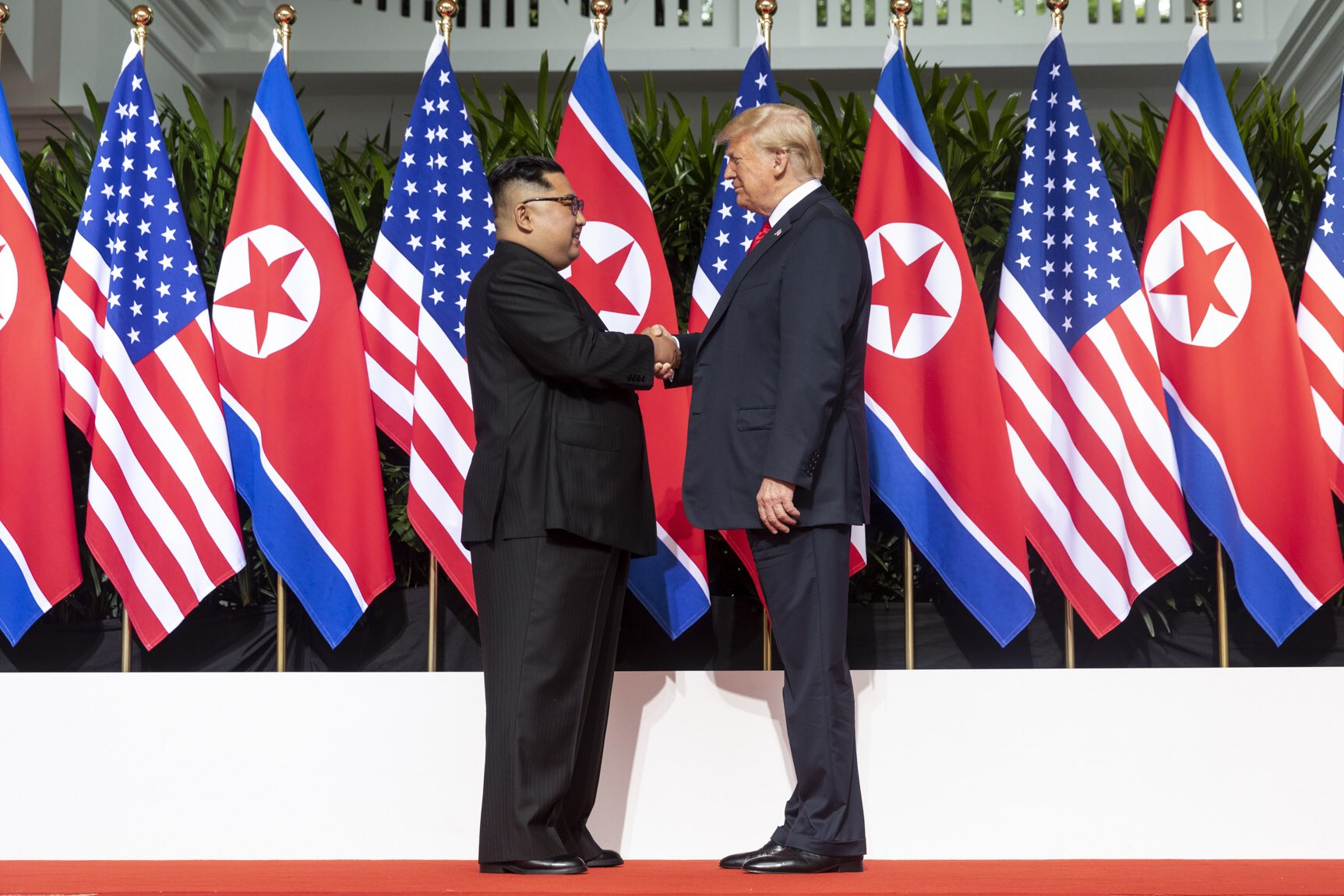
Donald Trump och ordförande Kim Jong-un skakar hand före mötet

Nordkorea–USA-toppmötet 2018, eller Singaporetoppmötet, var det första toppmötet mellan en sittande amerikansk president och ledare för Nordkorea. Det ägde rum den 12 juni 2018 på Capella Hotel i Singapore.
Vita Huset bekräftade det planerade mötet mellan president Donald Trump och ordförande Kim Jong-un den 8 mars 2018. Vita Husets pressekreterare Sarah Huckabee Sanders sade att "Under tiden, måste alla sanktioner och maximala trycket förbli".
Enligt premiärminister Lee Hsien Loong, kostade toppmötet 15 miljoner dollar, varav hälften var för säkerhetsåtgärder.

## Mötesplats

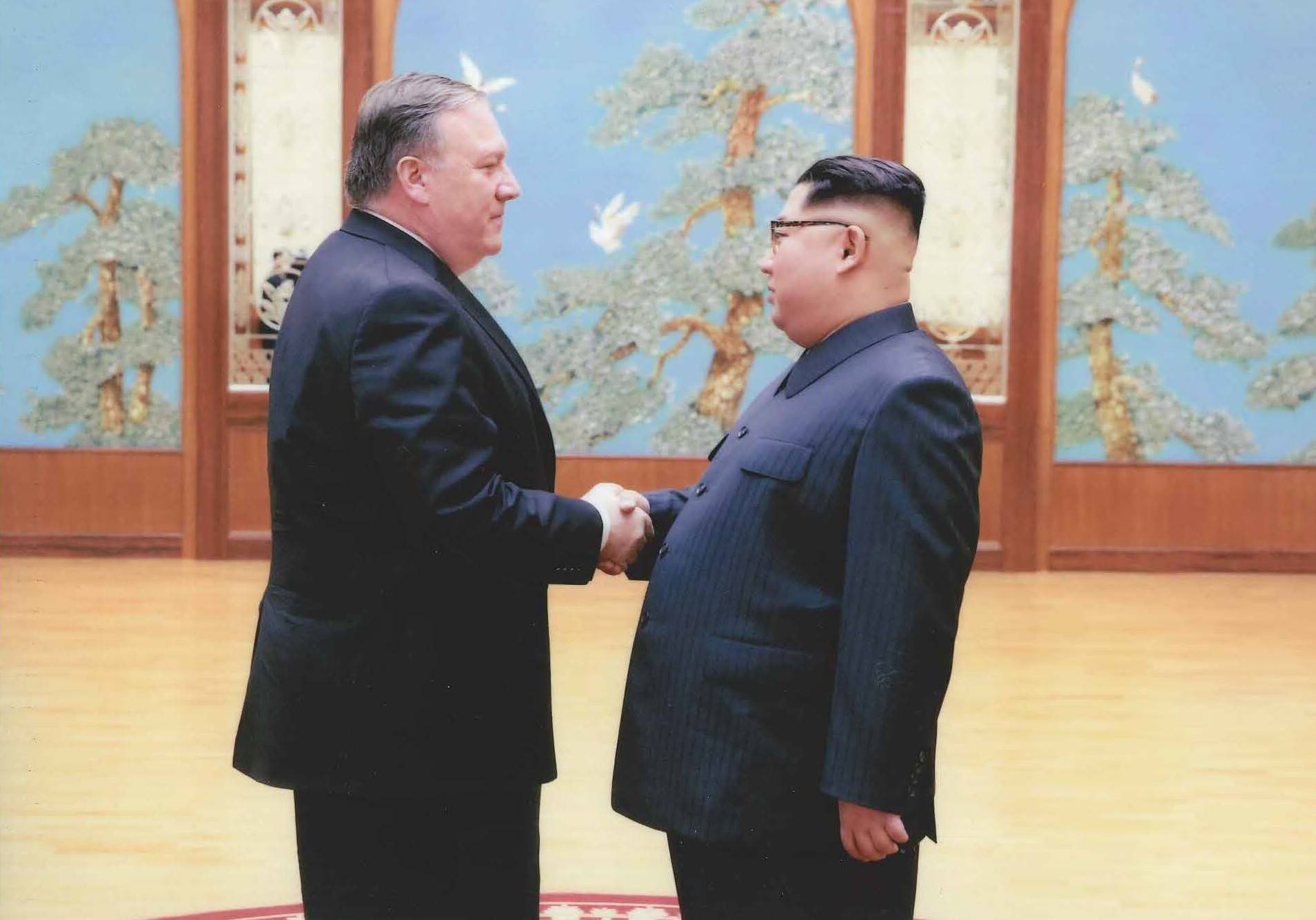
USA:s utrikesminister (dåvarande CIA-direktör) Mike Pompeo och Kim Jong-un träffades i Pyongyang, Nordkorea, den 31 mars 2018

### Bakgrund
Den 31 mars och sannolikt den 1 april, hade CIA direktören Mike Pompeo i hemlighet träffat Kim i Pyongyang för att lägga grunden för toppmötet, inklusive en diskussion för möjliga platser.

### Meddelande om att hålla samtalen i Singapore

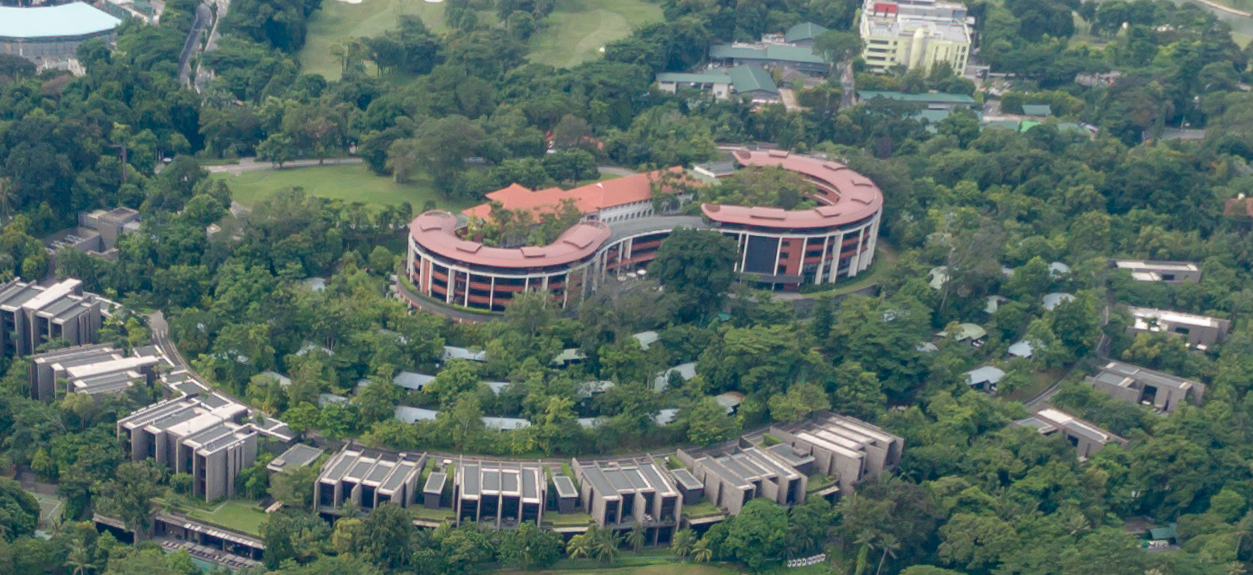
Ett flygfoto över Capella Singapore

CNN rapporterade den 9 maj att Singapore kommer att bli värd för mötet den 12 juni. Trump bekräftade platsen den 10 maj och meddelade att toppmötet är satt till den 12 juni.
Vita Huset meddelade den 4 juni att mötet kommer att äga rum klockan 9:00 (Singapore tid), och bekräftade nästa dag att Capella Singapore kommer att vara platsen för toppmötet den 12 juni. USA klargjorde att de inte skulle betala för boende till Nordkoreas tjänstemän.
Den 9 juni 2018, vid en presskonferens på G7-toppmötet i Quebec, bedömde president Trump att den personliga kemin mellan honom och Kim Jong-un skulle vara en avgörande faktor i framgången för toppmöte i Singapore, och att detta skulle vara en engångschans för Nordkorea att nå en uppgörelse.

## Mötet
USA:s president Donald Trump och Nordkoreas ledare Kim Jong-un deltog i ett-mot-ett möte, med endast tolkar, klockan 9 lokal tid. Efter det deltog båda ländernas delegationer i ett utvidgat ömsesidigt möte och en arbetslunch. President Trump förväntas hålla en mediakonferens klockan 16:00 lokal tid.
President Trump och Kim Jong-un skakade hand vid öppningen av mötet. Klockan 09:53 lokal tid, Trump och Kim dök upp från en-till-en-förhandlingarna och gick ner i korridoren till Cassia där det utvidgade ömsesidiga mötet ägde rum. När frågade om hur mötet gick, sa Trump "Mycket bra."
De två åt en middag bestående av koreanska, sydostasiatiska och västerländska rätter och en efterrätt av glass.

## Resultat
President Trump som stod bredvid Kim Jong-un, nämnde till internationella medier efter arbetslunchen att det kommer bli en signeringsceremoni. Trump och Kim skrev ett gemensamt uttalande, betitlad Gemensamt uttalande av President Donald J. Trump av USA och Ordförande Kim Jong Un av Demokratiska Folkrepubliken Korea vid toppmötet i Singapore vilket Trump beskrev som "väldigt viktigt" och "omfattande" överenskommelse.
Reportrar zoomade in i högupplösta bilder av det ögonblick när Trump visade överenskommelsen texten, och publicerade den online:
1. USA och Nordkorea förbinder sig för att etablera nya förbindelser mellan USA och Nordkorea i enlighet med folkens önskan av de två länderna för fred och välstånd.
2. USA och Nordkorea kommer att förena sina krafter för att bygga en bestående och stabil fredsregim på den koreanska halvön.
3. Nordkorea förbinder sig för att arbeta för fullständig denuklearisering av den koreanska halvön.
4. USA och Nordkorea förbinder sig för att återhämta POW/MIA resterna inklusive omedelbar hemsändning av de som redan identifierats.

### Amerikansk presskonferens
President Trump höll en presskonferens kl 16:15 lokal tid som varade i mer än en timme. I sin presskonferens, nämnde Trump att ytterligare diskussioner kommer att äga rum med nordkoreanska tjänstemän och att han skulle överväga att besöka Pyongyang.